# Платиктениды
Платиктени́ды (лат. Platyctenida) — отряд гребневиков, включающий в себя бентосные формы (кроме рода Ctenoplana Korotneff, 1886, который является планктонным организмом на взрослой стадии).

## Описание
Максимальная встречающаяся длина тела — 15 сантиметров. Тело овальное, двусторонне-симметричное, сжатое в дорсовентральном направлении, из-за чего представители отряда внешне сильно напоминают плоских червей и голожаберных моллюсков. Все виды, кроме одного, лишены характерных для гребневиков рядов ресничек, однако несут остальные отличительные черты таксона (ряды клейких коллоцитов и пара щупалец на спинной стороне тела). Для движения по субстрату платиктениды вытягивают и выворачивают наизнанку глотку, используя её в роли мускульной «ноги».
Платиктениды, как правило, несут покровительственную окраску под цвет субстрата, которым могут быть камни, водоросли, мягкие кораллы и тела других беспозвоночных, особенно стрекательных и иглокожих (последнее особенно характерно для представителей рода Coeloplana). В последнем случае гребневики выступают в роли эктосимбиотов.
В отличие от многих других гребневиков, отдельные виды платиктенид не являются гермафродитами и даже демонстрируют отсутствие пола. Кроме того, некоторые платиктениды используют при размножении выводковые камеры, в то время как для большинства гребневиков характерно наружное оплодотворение.

## Систематика и классификация
Отряд признан филогенетически молодой группой. На основании сходства личинок принято считать, что платиктениды вместе с двумя другими отрядами, Beroida и Lobata, произошли от единой предковой формы из отряда Cydippida в результате прохождения через «бутылочное горлышко». Отряд также может считаться полифилетическим.
На июнь 2017 года в отряд включают 6 семейств:
- Coeloplanidae Willey, 1896
- Ctenoplanidae Willey, 1896
- Lyroctenidae Komai, 1942
- Platyctenidae
- Savangiidae Harbison & Madin, 1982
- Tjalfiellidae Komai, 1922